# Strokeplay
Strokeplay is een term uit de golfsport.
De oervorm van golf is strokeplay. Alle slagen die een speler nodig heeft om een ronde golf te spelen, tellen voor de score, inclusief de strafslagen. De speler die aan het einde van de ronde de minste slagen nodig heeft gehad, is de winnaar.
Als mensen met handicapverrekening spelen, kan een speler met een hoge handicap toch winnen van een speler met een lagere. Aan het einde van de ronde wordt namelijk de handicap van de totale score afgetrokken, en worden de netto scores met elkaar vergeleken. Winnaar is de speler met de laagste netto score.

## Stableford
Een variant op strokeplay is stableford, waarbij een speler per hole soms 1 of 2 extra slagen over die hole mag doen. Dit wordt bepaald door zijn handicap, en op de scorekaart staat aangegeven op welke holes de extra slagen vallen. Als een hole een par4 is, en de speler krijgt daar een slag, dan mag hij 5 slagen over die hole doen. In dat geval krijgt hij 2 stablefordpunten. Als hij er een slag meer over doet, krijgt hij slechts 1 punt. Als hij geen punten meer kan krijgen, moet hij de bal oprapen. Dit is vooral gunstig voor het tempo in de baan, want het voorkomt langzaam spel.

## Matchplay
Tegenover strokeplay staat matchplay, waarbij per hole wordt bepaald wie de hole gewonnen heeft. Als je de hole niet meer kunt winnen, moet je de bal oprapen. In matchplay mogen spelers elkaar de put geven.

## NK Strokeplay
Jaarlijks wordt het Nationaal Kampioenschap Strokeplay gespeeld, jarenlang alleen voor heren en dames, nu ook voor jeugd en senioren. De wedstrijden voor de amateurs worden georganiseerd door de Nederlandse Golf Federatie, en voor de professionals door PGA Holland.